# Pack cementation
Pack cementation is een chemisch dampafzettingsproces dat ferrolegeringen oxidatieweerstand verleent.
Met dit proces kan een laag aluminium, chroom of siliconen op een substraat worden aangebracht.  Men spreekt dan over pack aluminizing, pack chromizing en pack siliconizing. 
Pack cementation is een goedkope variant van de Chemical vapor depositiontechniek (CVD). Omdat het proces onder atmosferische druk plaats vindt, wordt het ook wel ‘Atmospheric Pressure Chemical Vapour Deposition’ (APCVD) genoemd. Bij pack cementation wordt de damp verkregen door verhitting van een poedermengsel ('pack'), waarin het te bewerken werkstuk is ingebed.
Het proces wordt sinds 1920 gebruikt om goedkoop corrosie- en slijtvaste coatings te produceren op kleine onderdelen.
In een oven worden de te behandelen substraten, tezamen met de legeringpoeders (Cr en/of Al, Cr en/of Si), halogenide zouten en een inert vulpoeder (Al2O3, SiO2, or SiC) geplaatst. Door het te verhitten (850 - 950 gr C) wordt een damp verkregen die een reactie met het oppervlak aangaat.
Pack cementation wordt vaak gebruikt omdat het goedkoop is en goed is aangepast voor het coaten van kleine onderdelen.